# Кліматгейт

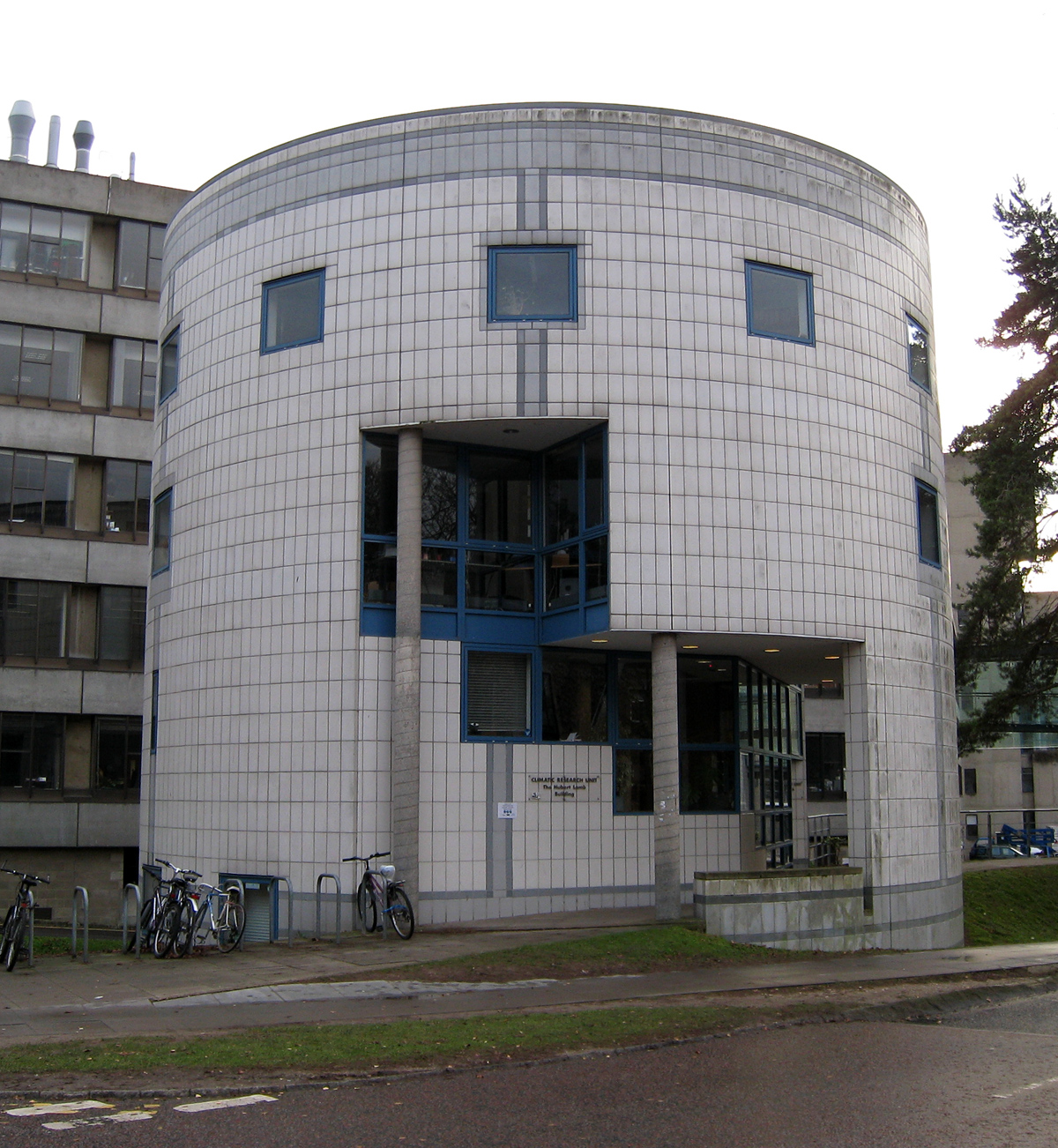
Будинок відділення кліматології

Кліматгейт (від англ. Climategate, названий по аналогії з Уотергейтом) — скандал, пов'язаний з витоком архіву з електронним листуванням, файлами даних і програмами їх обробки з відділення кліматології університету Східної Англії в Нориджі.

## Історія
У листопаді 2009 року невідомі особи розповсюдили через інтернет архівний файл, який містив інформацію, викрадену з відділення кліматології (англ. Climatic Research Unit, CRU) університету Східної Англії (англ. University of East Anglia, UEA). Цей відділ є одним з трьох основних постачальників кліматичних даних для Міжурядової групи експертів по зміні клімату (МГЕЗК, англ. IPCC) при ООН.
Зміст архіву дав можливість критикам теорії антропогенного глобального потепління (АГП) стверджувати, що, як вони і говорили раніше, кліматологи-прибічники теорії АГП:
- приховують інформацію про клімат від супротивників теорії[2][3];
- видаляють файли і листування, аби не розкривати їх зміст відповідно до законів про свободу інформації[3];
- спотворюють результати спостережень з тим, щоб підтвердити глобальне потепління[4];
- перешкоджають публікації наукових праць, не згідних з їх поглядами[3][5].

Кліматологи, причепні до скандалу, заперечували ці звинувачення і пропонували безневинні пояснення опублікованого листування.
Поліція Норфолку провела розслідування комп'ютерного зламу в CRU. 24 листопада 2009 року університет Східної Англії почав незалежне розслідування з приводу змісту листування. На час розслідування керівник CRU, професор Філ Джонс, тимчасово залишав свій пост. Розслідування проводилося також в університеті Пенн Стейт, де працює Майкл Манн. Попри те, що усі офіційні розслідування підтвердили безпідставність висунених проти кліматологів звинувачень, скандал сприяв посиленню настроїв недовіри і кліматичного скептицизму серед громадськості.
Широкомасштабне поширення файлу з архівом розпочалося з сервера в Томську. Тому були висловлені підозри про причетність до скандалу російських комп'ютерних зламників.

## Цитати з архіву з коментарями критиків і авторів
За інформацією газет The Daily Telegraph і «Christian Science Monitor», наступні фрагменти з листування викликали найбільшу критику:
- 16 листопада 1999 року Філ Джонс писав: «Я тільки що використав трюк Майка з журналу Nature і додав справжні температури до кожного ряду значень, щоб приховати зниження». Критики стверджують, що цей лист — визнання в обмані з боку Джонса. Джонс стверджує, що цей монтаж двох різнорідних графіків був описаний ним в літературі, і він використав слово «трюк» (англ. trick) не в сенсі «фокус» або «обман», а як опис складної операції, доступної тільки професіоналам.
- 11 березня 2003 року Джонс написав: «Я напишу в журнал і скажу їм, що доки вони не позбавляться від цього проблемного редактора, я з ними не матиму справи». Критики стверджують, що Джонс демонструє свою готовність йти на будь-які заходи, щоб запобігти появі статей критично налагоджених авторів у шанованих журналах. Джонс стверджує, що редактор допускав публікацію «сміття» і він намагався просто поліпшити якість журналу «Climate Research».
- 4 червня 2003 року Майкл Манн написав: «було б добре постаратися обмежити уявний середньовічний теплий період, хоч у нас і немає доки реконструкції температури для півкуль для того часу»[12]. Критики стверджують, що прибічники теорії АГП безпідставно занизили температури середньовічного теплого періоду з тим, щоб представити сучасні температури безпрецедентно високими.
- 8 липня 2004 року Джонс писав: «Я не можу собі уявити жодної з цих статей в наступному звіті МГЕЗК. Я і Кевін не пропустимо їх туди, навіть якщо доведеться переглянути поняття літератури», що рецензується. Критики стверджують, що Джонс тим самим визнається в підриванні наукового процесу в кліматології. Джонс стверджує, що це твердження — чисто риторичне. Обидві статті, про які він говорить в листі, увійшли до звіту.
- 29 травня 2009 року Джонс написав: «Не могли б Ви видалити листування з Кевіном із приводу AR4? Кевін теж це виконає». Критики стверджують, що Джонс намагався приховати листування з приводу звіту МГЕЗК AR4 від своїх опонентів, які намагалися отримати від нього дані відповідно до закону про свободу інформації. При цьому Джонс пропонував цей закон порушити.
- 12 жовтня 2009 року Кевін Тренберт написав: «Це факт, що ми не можемо пояснити відсутність потепління зараз і це абсолютно карикатурно … Наша система спостережень неадекватна». Критики стверджують, що Тренберт погоджується з однією з їх основних тез — що клімат за останні десять років не потеплів і признається в недостатній визначеності накопичених даних.

## Результати офіційних розслідувань
Проведені декілька незалежних розслідувань, вивчалася діяльність учених, що брали участь в електронному листуванні. Усі ці розслідування виправдали учених:
- У лютому 2010 року університет штату Пенсильванія видав доповідь про результати розслідування, проведеного відносно усіх е-мэйлів за участю д-ра Майкла Манна, професора кафедри метеорології цього університету. Розслідування показало, що «не існує переконливих доказів того, що доктор Манн нині або коли-небудь у минулому займався, або брав участь, прямо або побічно, в яких-небудь діях з наміром приховати або фальсифікувати наукові дані». Про «трюк Майка» розслідування дійшло висновку, що «так званий „трюк“ був не більше ніж статистичним методом, використовуваним для зведення двох або більше різних наборів даних правомірним чином з використанням прийомів, які були відомі раніше і обговорювалися широким колом фахівців в цій області»[13].
- У березні 2010 року комітет з науки і техніки палати громад Великої Британії опублікував доповідь з висновком, що критика відділення кліматології (CRU) була безпідставною, і що «дії професора Джонса відповідали звичайній практиці, прийнятій в кліматологічному співтоваристві»[14].
- У квітні 2010 року університет Східної Англії спільно з Королівським товариством заснував Міжнародну групу задля наукової оцінки під керівництвом професора Рона Оксбурга. Доповідь Міжнародної групи оцінила рівень сумлінності досліджень, опублікованих відділенням кліматології (CRU) і констатувала, що не існує «жодних доказів навмисно недобросовісної наукової практики в якій-небудь з робіт CRU»[15].
- У червні 2010 року університет штату Пенсильванія опублікував свою остаточну доповідь про результати розслідування, де визначив, що «немає підстав для звинувачень відносно д-ра Майкла Манна»[16].
- У липні 2010 року університет Східної Англії опублікував результати незалежної перевірки листування CRU. Електронна пошта вивчалася для оцінки ознак маніпуляції або приховання даних. Був зроблений висновок, що «сумлінність і чесність учених не викликають сумнівів»[17].
- У липні 2010 року Агентство з охорони довкілля США досліджувало електронні листи і дійшло висновку, що «це просто відверта дискусія учених, працюючих над питаннями, що виникають при компіляції і представленні великих і складних наборів даних»[18].
- У вересні 2010 року уряд Великої Британії надав відповідь на доповідь комітету з науки і техніки палати громад під головуванням сера Рассела. З питання розкриття даних уряд дійшов висновку, що «у випадку з CRU вченим не було офіційно дозволено видавати дані». З питання про спроби спотворити процес експертної оцінки в документі вказано, що «представлені докази не означають, що професор Джонс намагався підірвати процес експертного розгляду. Учені не повинні піддаватися критиці за їх неофіційні коментарі наукових робіт»[19].
- У лютому 2011 року генеральний інспектор Міністерства торгівлі США провів незалежний аналіз листів і не виявив «в електронному листуванні CRU ніяких доказів того, що Національна адміністрація по дослідженню океану і атмосфери США (NOAA) неналежно маніпулює даними»[20].
- У серпні 2011 року, Національний науковий фонд США (NSF) опублікував своє рішення: «Зважаючи на відсутність неправомірних дій в ході наукових досліджень або інших питань, що виникають в силу різних правил і законів про яких говорилося вище, справу закрито»[21].

## Доступ до інформації
Архів листів доступний в Інтернеті з назвою файлу FOIA.ZIP чи FOIA2009.zip. FOI у назві файлу — це скорочення слів англ. Freedom Of Information, «свобода інформації».
Детальні обговорення ведуться фахівцями-кліматологами в основному у блогах:
- прибічники теорії глобального потепління викладають свої аргументи у відомому блозі RealClimate [Архівовано 12 грудня 2004 у Wayback Machine.][12]
- відомі блоги їх супротивників: Climate Audit [Архівовано 4 лютого 2005 у Wayback Machine.], Watts Up With That? [Архівовано 8 грудня 2009 у Wayback Machine.]

Для програмістів особливий інтерес представляє файл HARRY_READ_ME.txt, який містить записки програміста, який в 2006–2009 роках розбирався в програмах CRU.
Дуже детальний (150 сторінок) розбір листування з позиції скептиків був написаний Джоном Костелла ( [Архівовано 11 лютого 2010 у Wayback Machine.]).

## Кліматгейт 2.0
Повторний витік стався у 2011 році: файл об'ємом 173 МБ під назвою «FOIA2011» з 5000 листів усередині був розміщений на сервері Sinwt.ru.

## Ресурси Інтернету
- Обговорювані повідомлення [Архівовано 22 вересня 2010 у Wayback Machine.](англ.)
- Кириленко А.«Виведення наукової дискусії на поле політики — це неподобство» [Архівовано 18 грудня 2009 у Wayback Machine.]
- Іванов О., Усоскін І.Бондіана глобального потепління [Архівовано 1 грудня 2010 у Wayback Machine.] «Троїцький варіант», 08 грудня 2009 р. № 43
- Купер І., Кириленко О.- oshibkami/ Кліматгейт: робота над помилками? «Троїцький варіант», 30 березня 2010 р. № 50
- Mann Inquiry.pdf Рішення комісії Університету штату Пенсильванія у справі М. Манна[недоступне посилання з липня 2019](англ.) і прес-реліз по ньому(англ.)
- web/news/MannInquiryStatement.html Коментар М. Манна[недоступне посилання з липня 2019](англ.)
- «Тренберт не може пояснити відсутність потепління» Матеріал з сайту «Скептична наука» [Архівовано 30 вересня 2011 у Wayback Machine.](рос.)
- Що можна зрозуміти з викраденого листування відділення кліматології університету Східної Англії? Матеріал з сайту «Скептична наука» [Архівовано 30 вересня 2011 у Wayback Machine.](рос.)